# 吉岡そんれい
吉岡 そんれい（よしおか そんれい、1974年8月6日 - ）は、埼玉県出身の俳優。ドルチェスターに所属していた。

## 人物
身長172cm。
エンターテイメント風集団｢秘密兵器｣のメンバー。
趣味・特技は読書、猫、楽器、日曜大工（DIY）。

## 出演作品

### テレビドラマ
- 金曜ナイトドラマ / 腐女子デカ 第2話（2008年、テレビ朝日） - 新撰組A
- 世にも奇妙な物語 秋の特別編（2009年、フジテレビ）
- 土曜プレミアム / 最後の約束（2010年、フジテレビ）
- 仮面ライダードライブ 第37、28話（2015年、テレビ朝日） - 奥村松太郎 / クックロイミュード（声）[2][3]
- 田園ボーイズ 第4話（2020年、tvk）

### 映画
- 冷静と情熱のあいだ（2001年、東宝）
- 台湾映画「セデック・バレ」（2011年、太秦） - 杉浦孝一
- 台湾映画「KANO 1931海の向こうの甲子園」（2014年、ショウゲート） - 濱田次箕
- 闇金ドッグス6（2017年、AMGエンタテインメント） - イリエ
- あいが、そいで、こい（2019年）
- スペシャルアクターズ（2019年、松竹）
- 喝 風太郎!!（2019年。スターダストピクチャーズ）
- ぬけろ、メビウス!!（2023年、SDP） - 小料理店の常連客
- 東京組曲2020（2023年、オムロ）

### 舞台
- 自転車と音楽と人間（2010年）
- ファニー・ガール（2013年）
- ゼロゼロゼロ（2016年）